# Sojuz 5
Sojuz 5 è stata una missione della navicella spaziale sovietica Sojuz del gennaio 1969. Si trattò del quarto volo equipaggiato di questa capsula nonché del tredicesimo volo nell'ambito del programma Sojuz sovietico.

## Equipaggio

### Equipaggio durante il lancio
- Boris Valentinovič Volynov (primo volo) comandante
- Aleksej Stanislavovič Eliseev (primo volo) ingegnere di bordo
- Evgenij Vasil'evič Chrunov (primo volo) ingegnere di bordo

### Equipaggio di riserva
- Anatolij Vasil'evič Filipčenko
- Viktor Vasil'evič Gorbatko
- Valerij Nikolaevič Kubasov

### Equipaggio durante il rientro ed atterraggio
- Boris Valentinovič Volynov (primo volo) comandante

## Missione
Sojuz 5 era una parte della missione congiunta svoltasi quale volo di coppia con la Sojuz 4. Entrambe le navicelle spaziali sovietiche si trovavano contemporaneamente nell'orbita terrestre ed erano equipaggiate da quattro cosmonauti in totale.
Le due navicelle spaziali si agganciarono il 16 gennaio 1969. Fu la prima volta nella storia dell'esplorazione spaziale umana che una manovra di aggancio di due navicelle spaziali equipaggiate riuscì. Le capsule erano collegate sia per la strumentazione elettronica come pure per quella meccanica, ma non erano dotate di un tunnel di collegamento per consentire il passaggio diretto dei cosmonauti da una navicella all'altra. L'agenzia di stampa sovietica ITAR-TASS annunciò: "... si trattò di un aggancio reciproco delle due navicelle ... ed i loro circuiti elettrici erano collegati. Pertanto erano diventate le prime stazioni spaziali esperimentali del mondo, composte da quattro reparti per gli equipaggi tra di loro collegati. La stazione iniziò immediatamente a lavorare ..."
Aleksej Eliseev ed Evgenij Chrunov iniziarono a prepararsi per la passeggiata spaziale immediatamente dopo l'aggancio delle due capsule. Boris Volynov, destinato a rimanere a bordo della Sojuz 5, registrava le immagini filmate come i suoi compagni di missione indossavano le apposite tute spaziali chiamate Ястреб - Jastreb (astore). La missione poteva iniziare.

### Passeggiata spaziale
- Effettuata da: Chrunov e Eliseev
- Inizio: 16 gennaio 1969, 00:38 UTC
- Fine: 16 gennaio 1969, 01:15 UTC
- Durata: 37 min

Durante questa missione fu previsto di effettuare le parti principali e più delicate del programma di allunaggio sovietico. Le immagini dei preparativi per la passeggiata spaziale vennero trasmesse dalla televisione sovietica in diretta. Eliseev e Chrunov vestirono le loro tute spaziali Jastreb all'interno del modulo orbitale della Sojuz 5 aiutati dal comandante della missione Volynov. Immediatamente dopo la prima passeggiata spaziale della storia dell'esplorazione umana dello spazio di Aleksej Archipovič Leonov nel 1965, conclusasi in maniera abbastanza problematica, era iniziato lo sviluppo delle nuove tute spaziali Jastreb. Leonov collaborò a questo sviluppo nella funzione di consulente contribuendo in maniera decisiva allo sviluppo stesso grazie ai suggerimenti maturati durante la sua esperienza. Nel 1966 lo sviluppo della tuta spaziale nuova poteva essere considerato terminato. La produzione ed il collaudo avvennero nel 1967, però la tragedia della Sojuz 1 ed i problemi d'aggancio tra la Sojuz 2 e la Sojuz 3 ad ottobre del 1968 contribuirono ad un ulteriore rinvio del primo impiego di queste tute durante un volo nello spazio fino a questa missione. Per ovviare ai problemi che avevano reso l'attività extraveicolare di Leonov altamente problematica, le tute spaziali Jastreb sfruttavano un sistema a giunti tra corde e ruote. Grandi anelli di metallo posizionati intorno alla sottoveste fatta di stoffa di nylon, fungevano da ancora per le articolazioni superiori. La tuta spaziale era inoltre dotata di un sistema di strumentazione vitale autorigenerante posizionato in una cassa di metallo bianca che a sua volta era montata sulla pancia della tuta stessa. Volynov controllò i sistemi di sopravvivenza e di comunicazione delle due tute spaziali per i cosmonauti, prima di far ritorno nel modulo di comando. Successivamente chiuse il boccaporto di collegamento tra le due parti della capsula Sojuz per iniziare a decomprimere il modulo orbitale.
Durante la trentacinquesima orbita terrestre iniziò l'uscita dalla navicella spaziale da parte dei due cosmonauti. Si trattò della seconda attività extraveicolare sovietica in assoluto. Durante l'uscita, le corde di sicurezza e di presa di Chrunov si intrecciarono. Inoltre Chrunov spense erroneamente il sistema di aerazione della sua tuta spaziale. Eliseev, che osservò il tutto, venne talmente distratto da questi problemi, che dimenticò di accendere la telecamera prima di uscire anch'egli dal modulo orbitale. Di quest'avvenimento storico esistono pertanto solo poche immagini video registrate da camera fissa e nessun'immagine televisiva.
Successivamente Chrunov iniziò come primo a muoversi verso il modulo orbitale della Sojuz 4, proprio quando le due navicelle spaziali stavano sorvolando il Sudamerica e pertanto erano completamente fuori dalla zona di contatto via radio con le stazioni di controllo a terra.
Eliseev invece attese fino a quando il complesso si trovava nuovamente sopra il territorio sovietico. Raggiunto il modulo orbitale della Sojuz 4, i due cosmonauti chiusero il boccaporto d'entrata, mentre il comandante della stessa Vladimir Aleksandrovič Šatalov iniziò a ripristinare la pressione normale della cabina. Successivamente aiutò i passeggiatori a levarsi le tute spaziali. I due cosmonauti portarono con sé dei giornali, lettere e telegrammi stampati dopo il lancio di Šatalov (che era avvenuto un giorno prima del loro lancio), quale prova, che il passaggio da un modulo orbitale verso l'altro fosse effettivamente avvenuto.
Le due capsule rimasero agganciate per 4 ore e 35 minuti, dopodiché si staccarono per effettuare separatamente il rientro in atmosfera e l'atterraggio.
L'obiettivo della missione era stato centrato. Infatti fu la dimostrazione che le singoli fasi necessarie per effettuare il programma lunare sovietico potevano essere realizzate. Il programma sovietico prevedeva infatti che un singolo cosmonauta passasse dal modulo orbitale verso il modulo di allunaggio e viceversa, esclusivamente tramite attività extraveicolare. La navicella sovietica infatti, contrariamente alle capsule dell'Apollo americane, non erano dotate di un tunnel di collegamento tra modulo di comando e modulo lunare.

### Ritorno
Dopo che la Sojuz 4 si era staccata, la Sojuz 5 con a bordo Volynov rimase in orbita per far successivamente ritorno a terra con una drammatica manovra di rientro in atmosfera. Il modulo di servizio, infatti, non si staccò completamente dal modulo di rientro dopo che i retrorazzi frenanti erano stati attivati con successo. Era quindi già troppo tardi per eseguire un'interruzione della manovra. Questo problema si era già riscontrato per qualche missione del programma Vostok e Voschod, nonché per una missione del programma Mercury americano, ma, in questo caso, il problema fu notevolmente più pericoloso per l'incolumità del cosmonauta, dato che il modulo di servizio della capsula Sojuz era notevolmente più grande di quello in uso per le suddette navicelle spaziali.
Quando la capsula Sojuz iniziò a entrare nell'atmosfera, i due moduli ancora parzialmente assemblati si girarono nella posizione aerodinamicamente più stabile, cioè completamente capovolta. Ciò significò che il modulo di rientro, notevolmente più pesante del modulo di servizio, si trovò esposto al calore prodotto dal rientro nell'atmosfera proprio con la parte meno dotata di protezione e di scudo termico. Le guarnizioni del portello, che si trovava esposto frontalmente all'aria rovente, iniziarono a bruciare riempiendo la capsula di gas tossici. La decelerazione dovuta all'attraversamento dell'atmosfera schiacciò Volynov contro le sue cinture di sicurezza e non come previsto contro il suo sedile. Fortunatamente, prima che il portello si frantumasse, i collegamenti tra modulo di rientro e modulo di servizio si staccarono o bruciarono a causa dell'ulteriore aumento della forza aerodinamica e termica. Immediatamente dopo lo stacco, il modulo di rientro si posizionò correttamente, rivolgendo lo scudo termico in avanti. Ciò nonostante la velocità di decelerazione fu ancora pari a 9 g. Un ulteriore problema per Volynov fu il fatto che le corde del paracadute si erano parzialmente intrecciate e i retrorazzi, che dovevano ulteriormente frenare la velocità di atterraggio, non si accesero correttamente. Volynov comunque non registrò questi problemi, perché nel frattempo era svenuto a causa dei gas tossici che avevano riempito l'abitacolo della capsula. Il successivo atterraggio fu abbastanza violento, tanto che il cosmonauta perse qualche dente. Per il resto fu illeso.
La capsula era atterrata sui monti Urali, nei pressi di Orenburg, decisamente lontano dal punto di atterraggio previsto nella steppa del Kazakistan (ai tempi RSS di Kazakistan). La temperatura esterna nel punto di atterraggio era di -38 °C. Volynov fu soccorso circa un'ora dopo. Una versione alternativa degli eventi, secondo la quale Volynov si allontanò dalla capsula e camminò per vari chilometri seguendo una sottile linea di fumo che si alzava in cielo, nel gelo e con la bocca sanguinante per i denti rotti, fino a trovare riparo in casa di un contadino, è stata smentita dallo stesso Volynov e dallo storico James Oberg che l'aveva diffusa erroneamente. Grazie a quest'impresa, Volynov venne decorato del titolo di Eroe dell'Unione Sovietica e di un Ordine di Lenin.

### Il ricevimento
Ovviamente fu previsto di festeggiare tale successo per sfruttarlo a scopi propagandistici. Cosmonauti volati in precedenti missioni e l'equipaggio di questo volo di coppia, dovevano essere accolti con una cerimonia da parte del Segretario Generale del PCUS Leonid Il'ič Brežnev direttamente davanti al Cremlino. Ciò non fu possibile a causa di un tentativo di attentato al leader sovietico. Un ufficiale dell'Armata Rossa (Victor Ilyin) sparò ben otto volte sul convoglio, mirò però erroneamente sull'automobile che stava trasportando i cosmonauti  Georgij Timofeevič Beregovoj, Aleksej Archipovič Leonov, Andrijan Grigor'evič Nikolaev e Valentina Vladimirovna Tereškova. Rimasero tutti illesi, ma l'autovettura di Brežnev oltrepassò il palco dove questi e l'equipaggio della Sojuz 4 e 5 attendevano invano il ricevimento da parte del leader sovietico.